# 臺南共立幼稚園

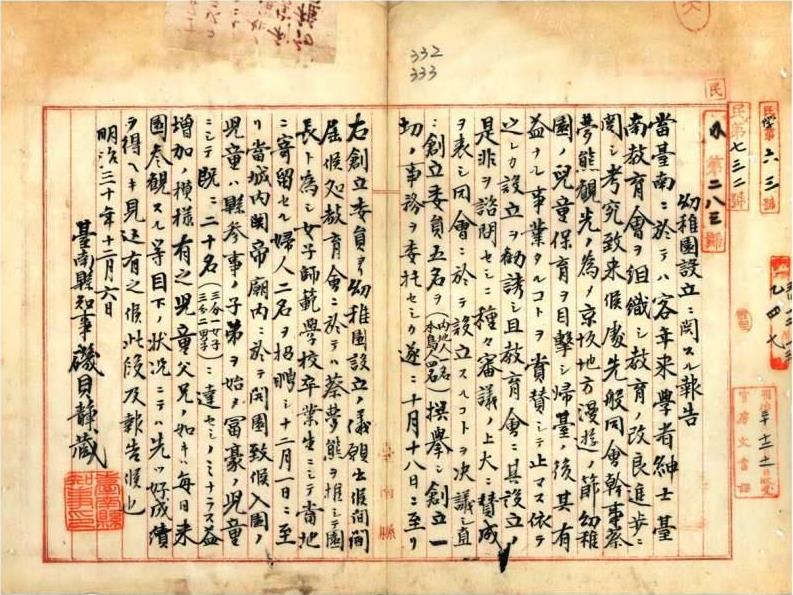
1897年之設立報告註明創立委員五名（「本島人」四名、「內地人」（日本人）一名），蔡夢熊為園長

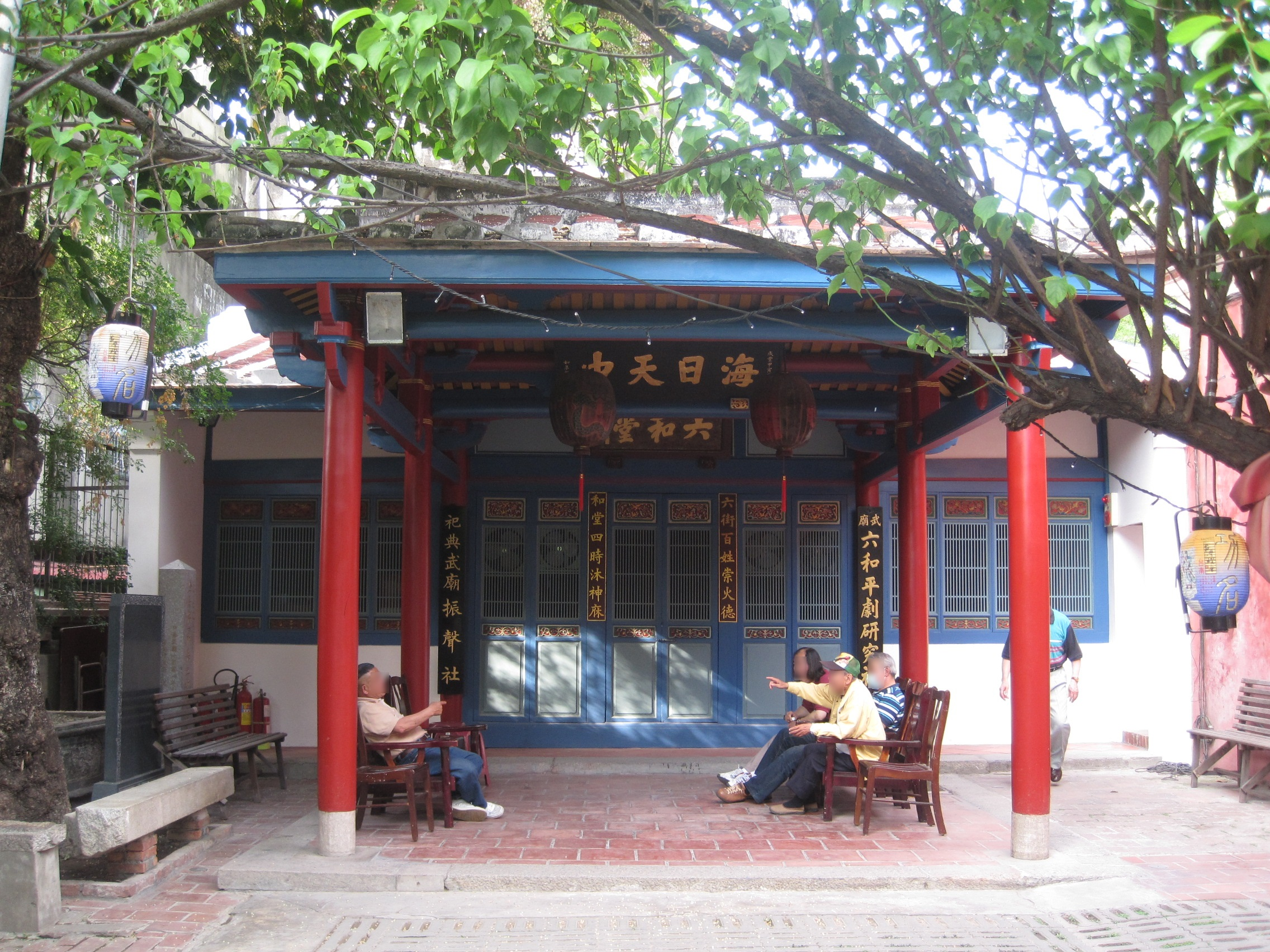
關帝廟幼稚園所在的六和堂 (Note: 六和堂之名來自於該處為道光年間組成之聯境——六和境的辦事處，而六和境是以祀典武廟為主，與開基武廟、靈祐宮、廣安宮、倉神廟、祝融殿、赤崁土地廟所組成的聯境)

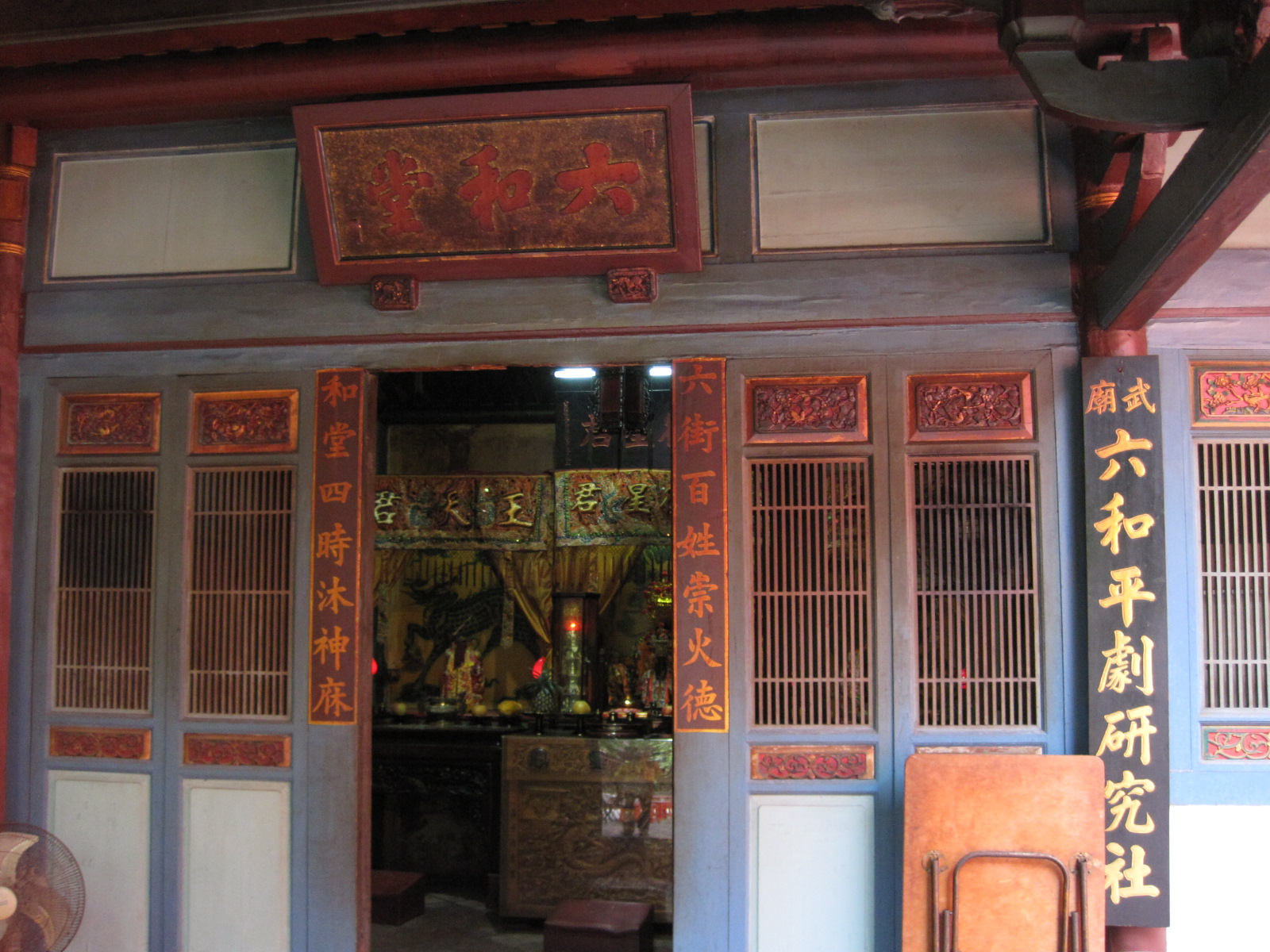
大門近觀

臺南共立幼稚園，又稱臺南教育會幼稚園或關帝廟幼稚園，是臺灣第一所幼稚園，是臺灣幼兒教育的起點。該幼稚園創立於1897年12月1日，位於臺南大關帝廟（今臺南市中西區祀典武廟）的六和堂，後因經費等問題而於1900年10月停辦，而雖然歷來已有資料記載該幼稚園為全臺最早創立，但臺南市文獻委員會還是在確認教會附設幼稚園都在1900年後才創立之後，才於2012年4月26日的文獻委員會議上決定要立牌說明。

## 沿革
臺灣成為日本殖民地的翌年（1896年；明治29年），臺南府城紳商計劃共組「臺南教育會」，以推動教育制度的改良進步。
該會於1897年（明治三十年）2月成立。1897年時任教育會幹事的蔡夢熊在前往京都與大阪考察後，覺得有必要仿效幼稚園制度，遂以臺南教育會的名義，向臺南縣廳提出申請設立幼稚園。該申請在同年10月18日核准，12月1日正式開學。
該幼稚園要申請創立時設有5位創立委員，其中4位是臺灣人，其餘一位是日本人，分別是柯庸丞、王球仙、陳顯三、林人文和島村和四郎，申請通過後，蔡夢熊被推選為園長，師資則是招聘兩名於女子師範學校畢業的婦女擔任保姆，而12月1日開學時共有20個學童，其中男孩12人，女孩8人，大多是縣廳參事與富豪的子女，成立之初有不少家長會前來參觀。
該園在房舍與經費上頗有困難，因六和堂空間有限，曾計畫將武廟裡的觀音殿也作為幼稚園的一部分，於1897年12月17日向臺南縣提出修繕費補助申請。然而該幼稚園後來仍因為學童招收不易、經費問題以及園址所在的關帝廟有許多檀越善信往來而影響園內安寧等問題，該幼稚園遂在1900年（明治三十三年）10月停辦。
而在關帝廟幼稚園結束的同一年，臺灣第二所幼稚園——臺北幼稚園，在臺北國語學校校長田中氏發起下於1900年10月15日開學，該園聘三木真砂子為保姆，另有兩名助手，初期招募二十名學童，來自居於臺北的中等以上日人家庭，但該園經營狀況亦不甚理想，於1906年（明治三十九年）宣告停辦。

## 紀念
臺南市政府文獻委員會於2012年4月，正式通過由臺南市教育會理事長沈銘賢的提案，確認「共立幼稚園」為全臺第一所幼稚園。2013年9月29日市府於舊址立碑紀念。